# Bérénice Marlohe
Bérénice Marlohe (19 mei 1979) is een Frans actrice en model. Zij is vooral bekend van haar rol als bondgirl Severine in de 23e James Bondfilm Skyfall. Daarvoor speelde zij in Franse films en televisieseries. In Nederland was ze te zien in een reclamefilm voor de Dacia Duster.